# Szczaniec
Szczaniec (in tedesco Stentsch) è un comune rurale polacco del distretto di Świebodzin, nel voivodato di Lubusz.
Ricopre una superficie di 112,92 km² e nel 2004 contava 3 934 abitanti.